# Matthew Quirk
Matthew Quirk é um romancista e jornalista norte-americano best-seller do New York Times que é mais conhecido por seu livro The Night Agent, um thriller de conspiração política, que foi adaptado para uma série da Netflix: The Night Agent.

## Carreira
Antes de se tornar um romancista, ele trabalhou como repórter do The Atlantic, reportando sobre crime e terrorismo. Ele atualmente mora em San Diego, Califórnia. Ele gosta de surfar em Sunset Cliffs e fazer caminhadas em Lagunas.
Como jornalista ele também escreveu para o The Wall Street Journal e o The Washington Post.
Matthew estudou História e Literatura na Universidade de Harvard.

## Obras

### Série do Mike Ford
- The 500 (2012) em Portugal: Os 500 (Porto Editora, 2014) no Brasil: Os 500 (Paralela, 2013)
- The Directive (2014) em Portugal: A Diretiva (Porto Editora, 2015)

### Série do John Hayes
- Cold Barrel Zero (2016)
- Dead Mans Switch (2017)

### Livros isolados
- The Night Agent (2019)
- Hour of the Assassin (2020)
- Red Warning (2022)
- Inside Threat (2023)

## Adaptação
- The Night Agent (2023). Série da Netflix baseada em livro de mesmo nome.[3]